# Elaphria mutata
Elaphria mutata là một loài bướm đêm trong họ Noctuidae.